# Ketten Frères

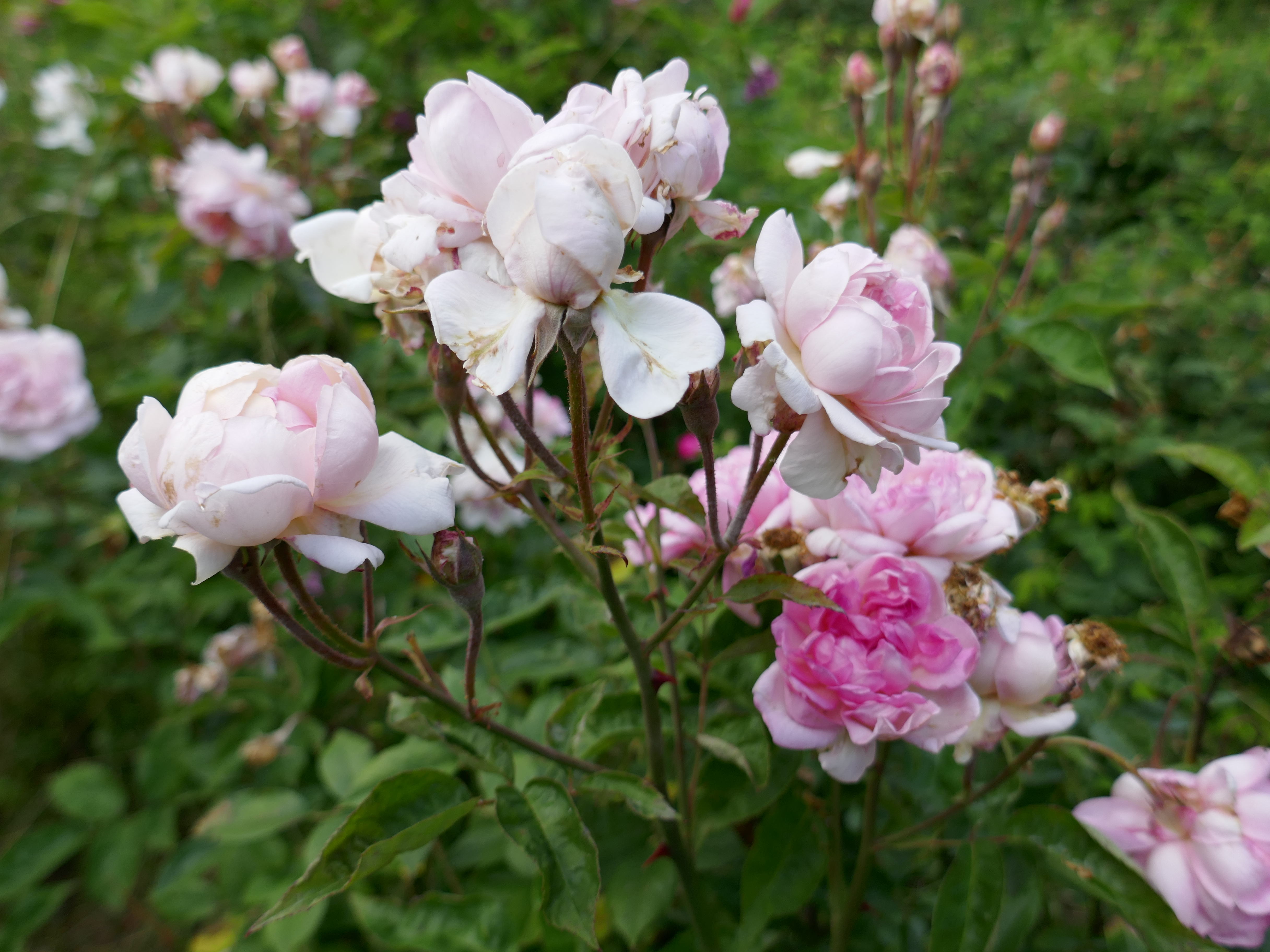
Rosa 'Sisi Ketten', vernoemd naar de dochter van een van de kwekers

Ketten Frères (Gebroeders Ketten) was een Luxemburgs bedrijf dat gespecialiseerd was in de teelt van rozen. Het bedrijf was actief van 1867 tot 1948.

## Geschiedenis
Het bedrijf werd in 1867 opgericht in de Avenue de la Faïencerie in Limpertsberg door de broers Jean (1841-1922) en Evrard Ketten (1842-1912). Evrard Ketten was in de leer geweest bij de rozenkwekerij Soupert & Notting, die ook gevestigd was in Limpertsberg, toen een voorstad van de stad Luxemburg. Jean Baptiste Kellen, grondlegger van de Luxemburgse bijenteelt, werkte in de jaren 1880 bij de kwekerij. Na de dood van Evrard Ketten in 1912 nam Jean Ketten (±1875-1937), de zoon van Evrard Ketten, de leiding van het familiebedrijf over, samen met zijn neef Charles Ketten (?-1938).
Het bedrijf bood meer dan 1.500 rozencultivars aan. Naast de eigen rozen van het bedrijf waren daaronder ook een groot aantal rozen van de Oostenrijks-Hongaarse rozenveredelaar Rudolf Geschwind. Een groot deel van de rozen was bestemd voor het keizerlijke hof in Sint-Petersburg en voor de Russische markt in het algemeen. In 1883 droeg de Franse rozenkweker Gilbert Nabonnand een gele theehybride genaamd 'Ketten Frères' op aan de gebroeders Ketten.
Een aantal rozencultivars van Ketten Frères zijn te bezichtigen in het rosarium van Château de Munsbach in Munsbach
en in de rozentuin op de Titzebierg (Gaard um Titzebierg) in Calmus.

## Rozen van Ketten Frères (selectie)

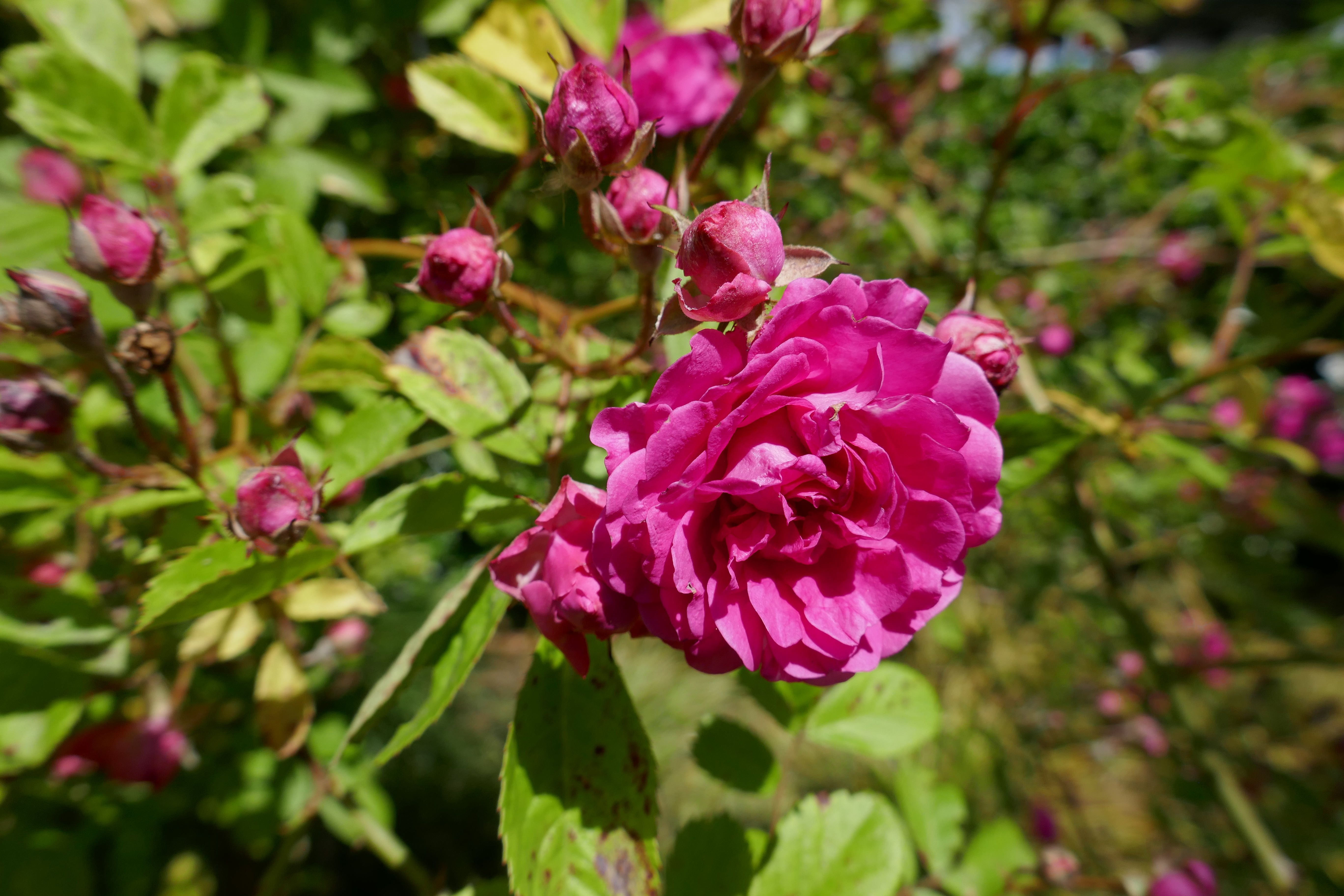
'La Prospérine' (1897)
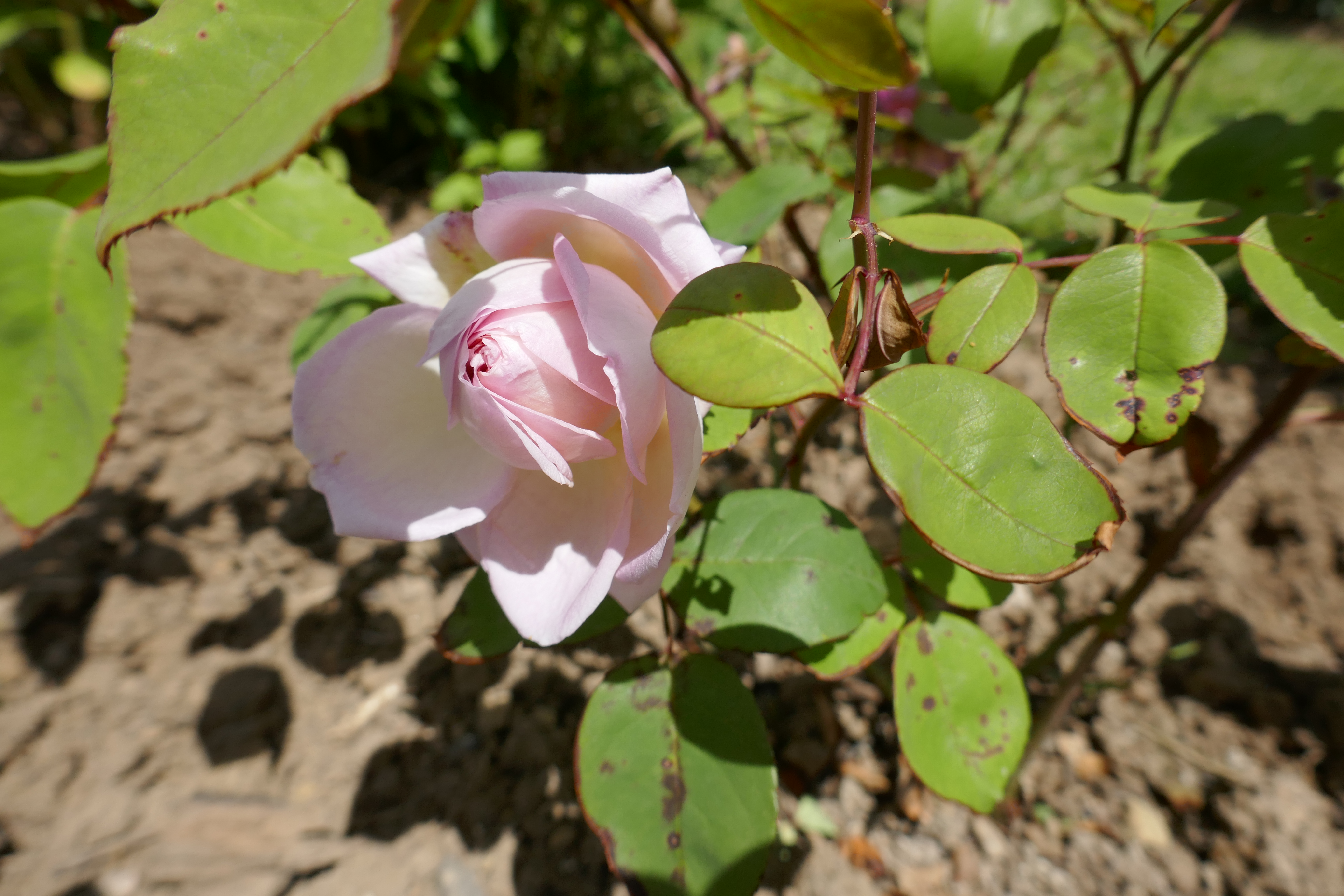
'Princesse Étienne de Croy' (1898)
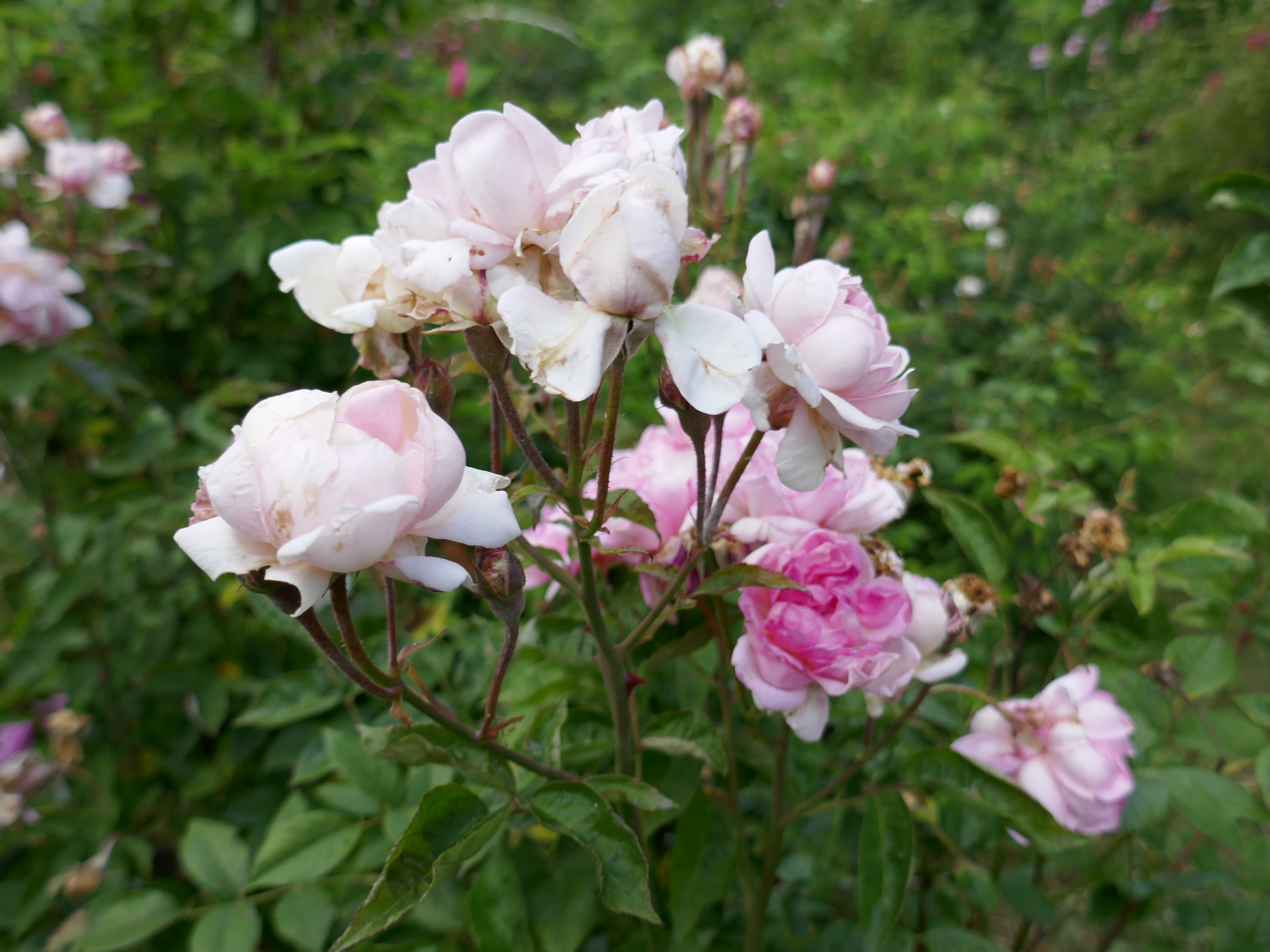
'Sisi Ketten' (1900)
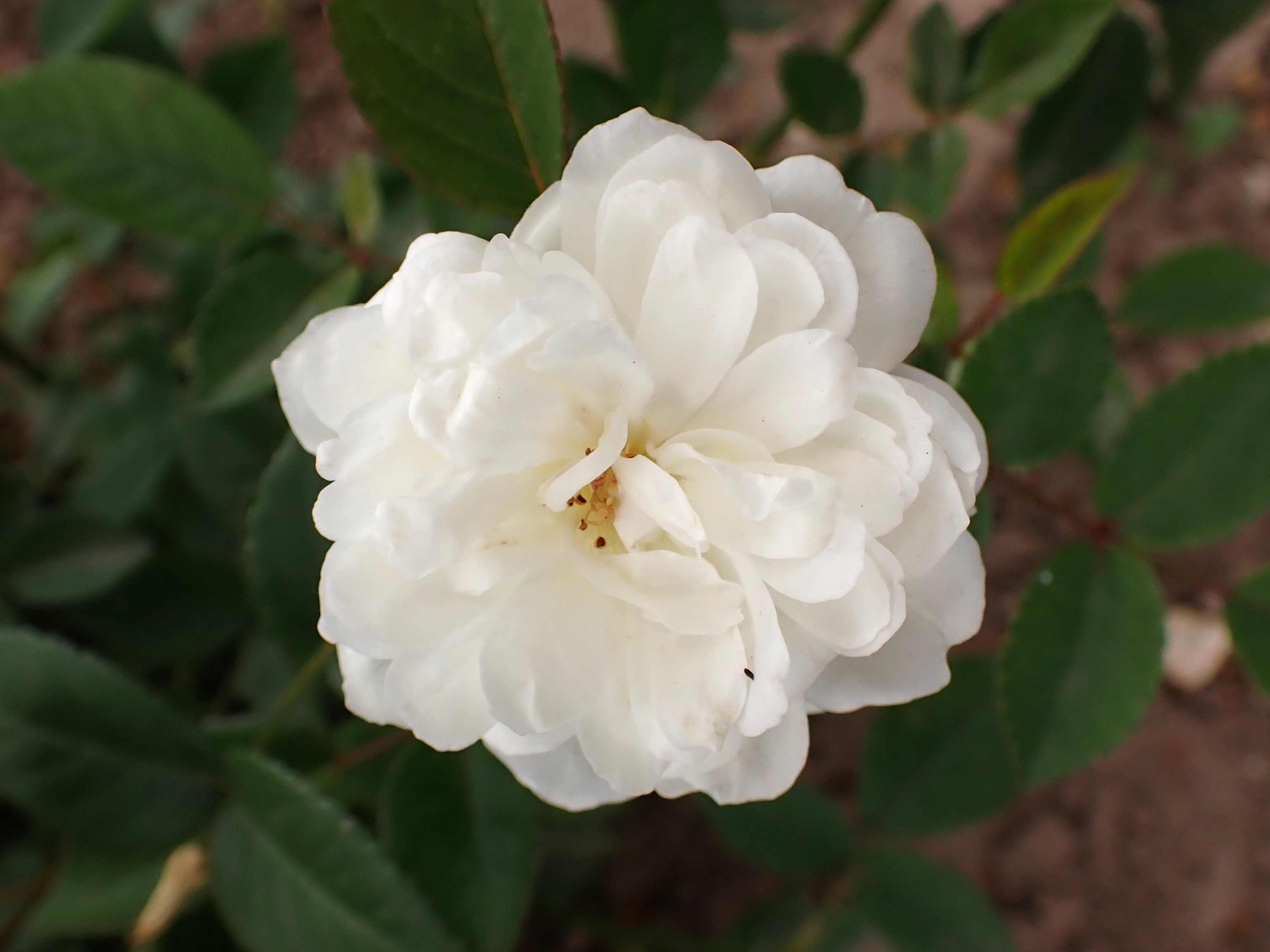
'Marthe Cahuzac' (1902)
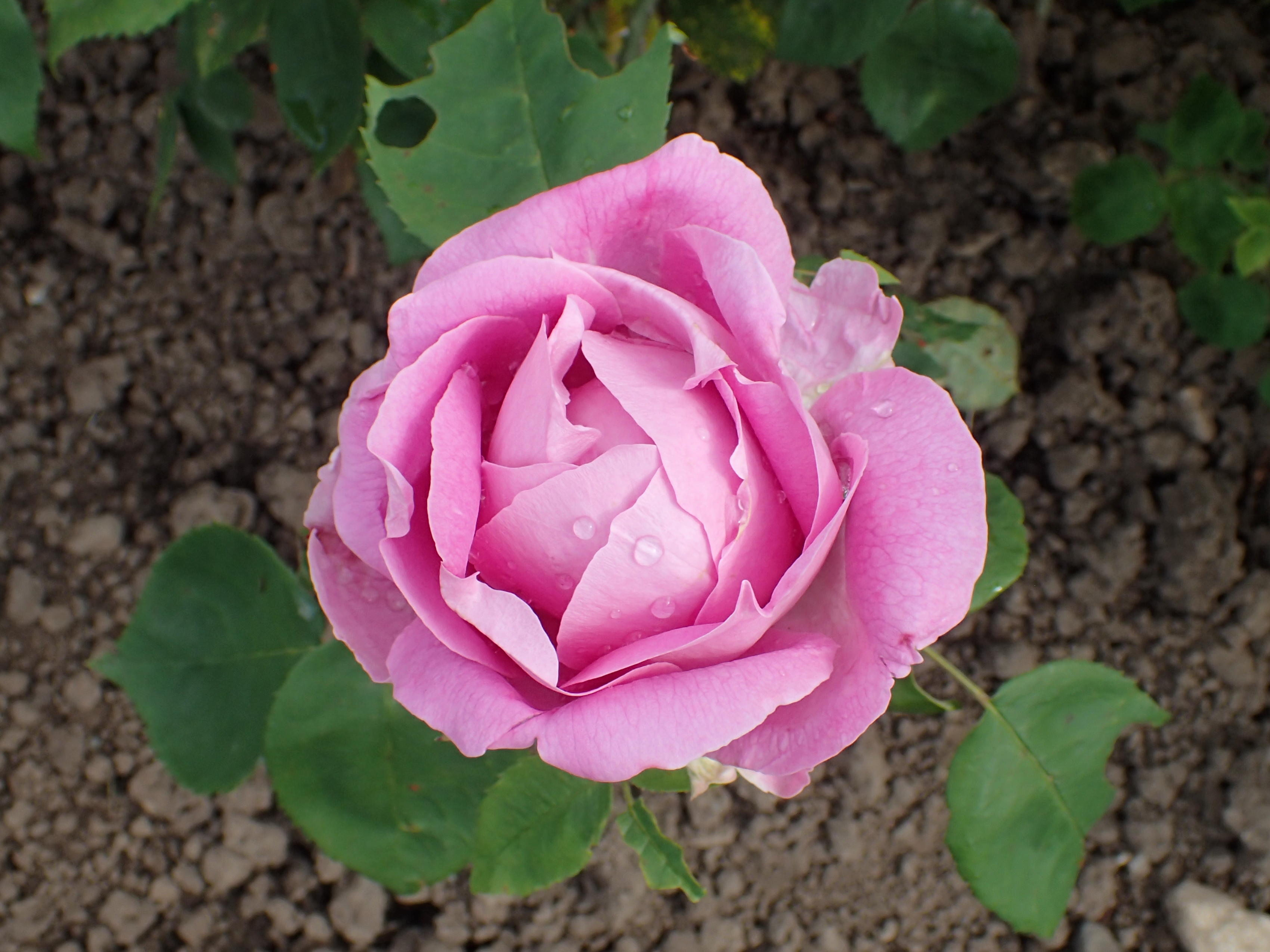
'General Th. Peschkoff' (1909)
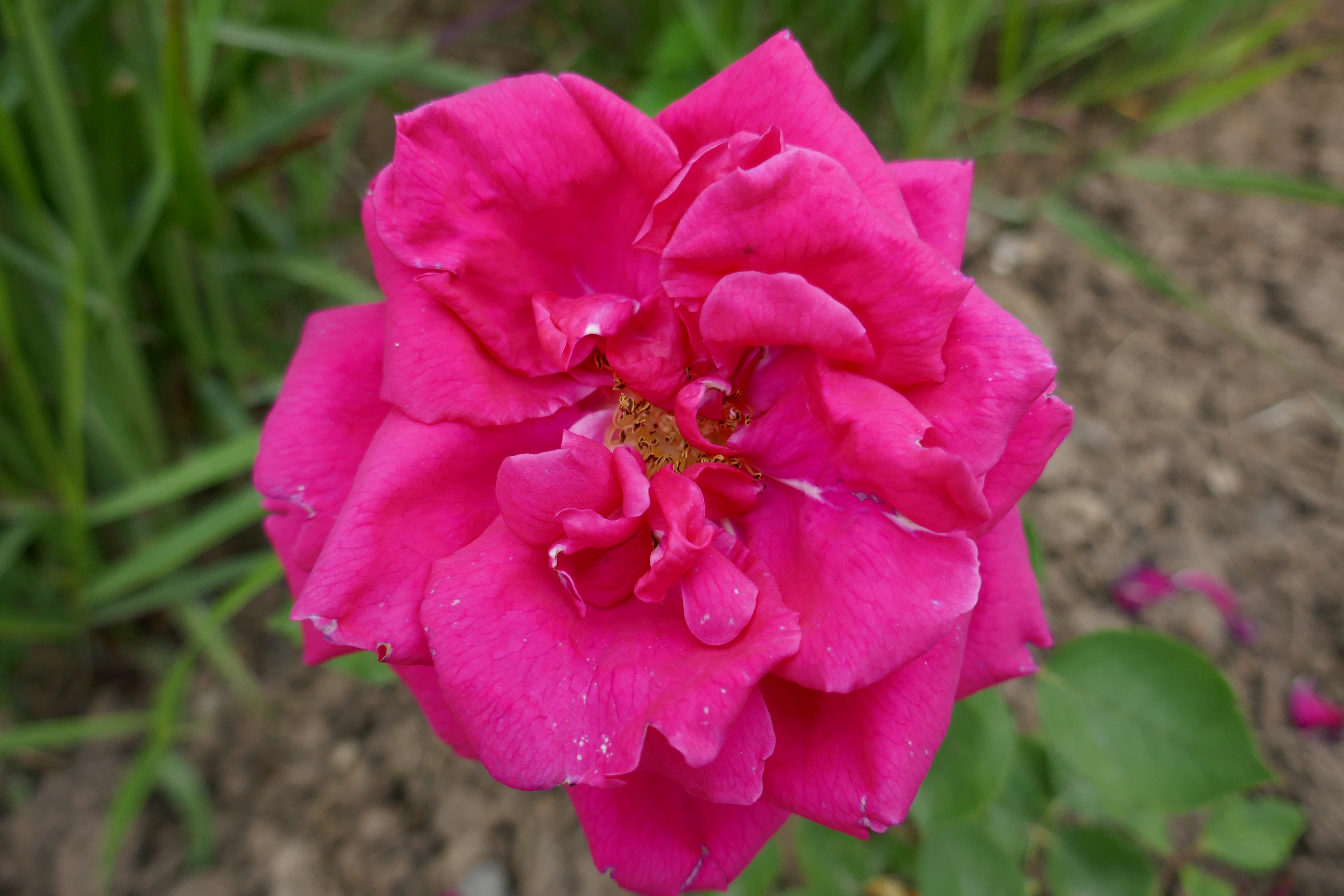
'Evrard Ketten' (1920)
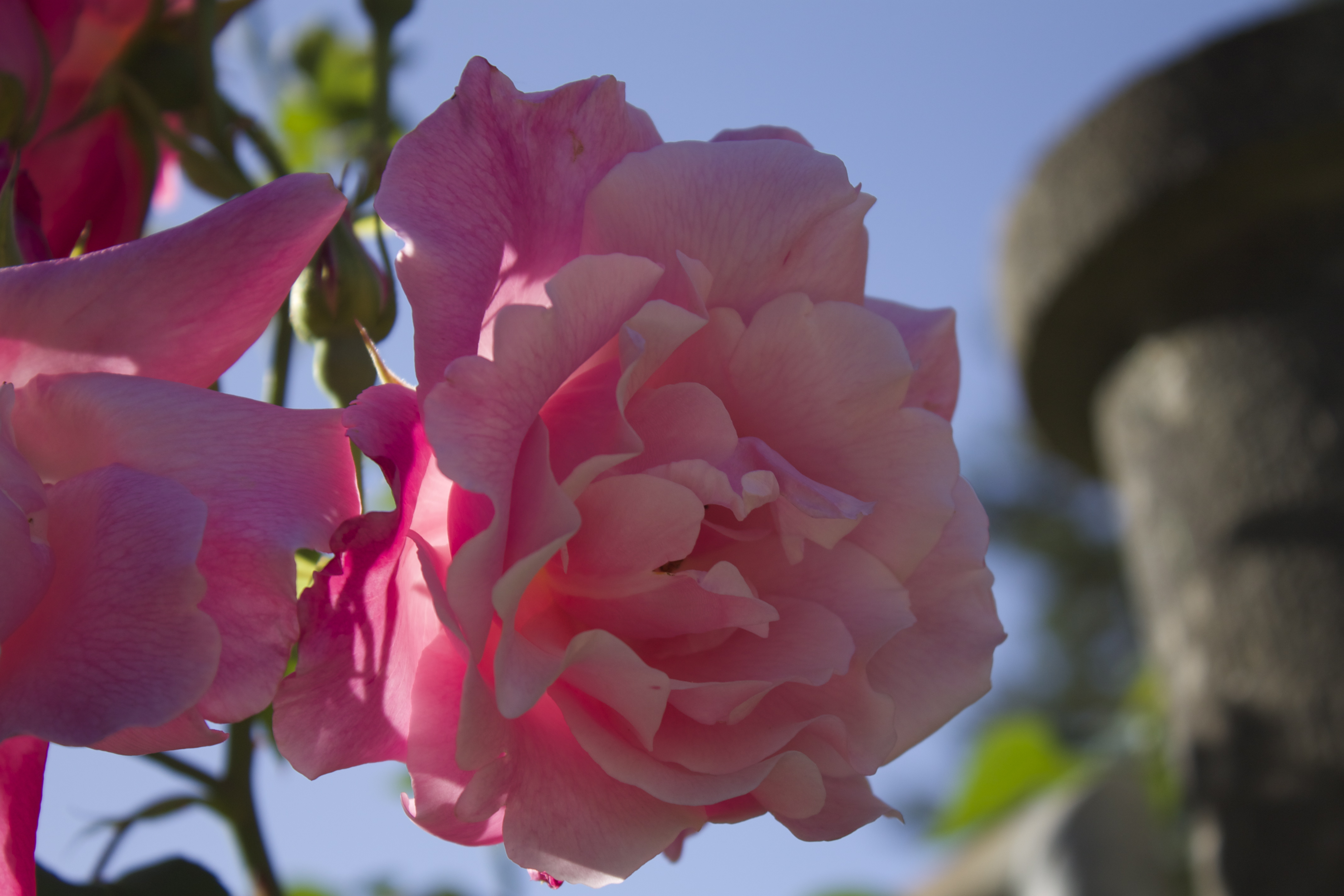
'Climbing Madame Edouard Herriot' (voor 1921)
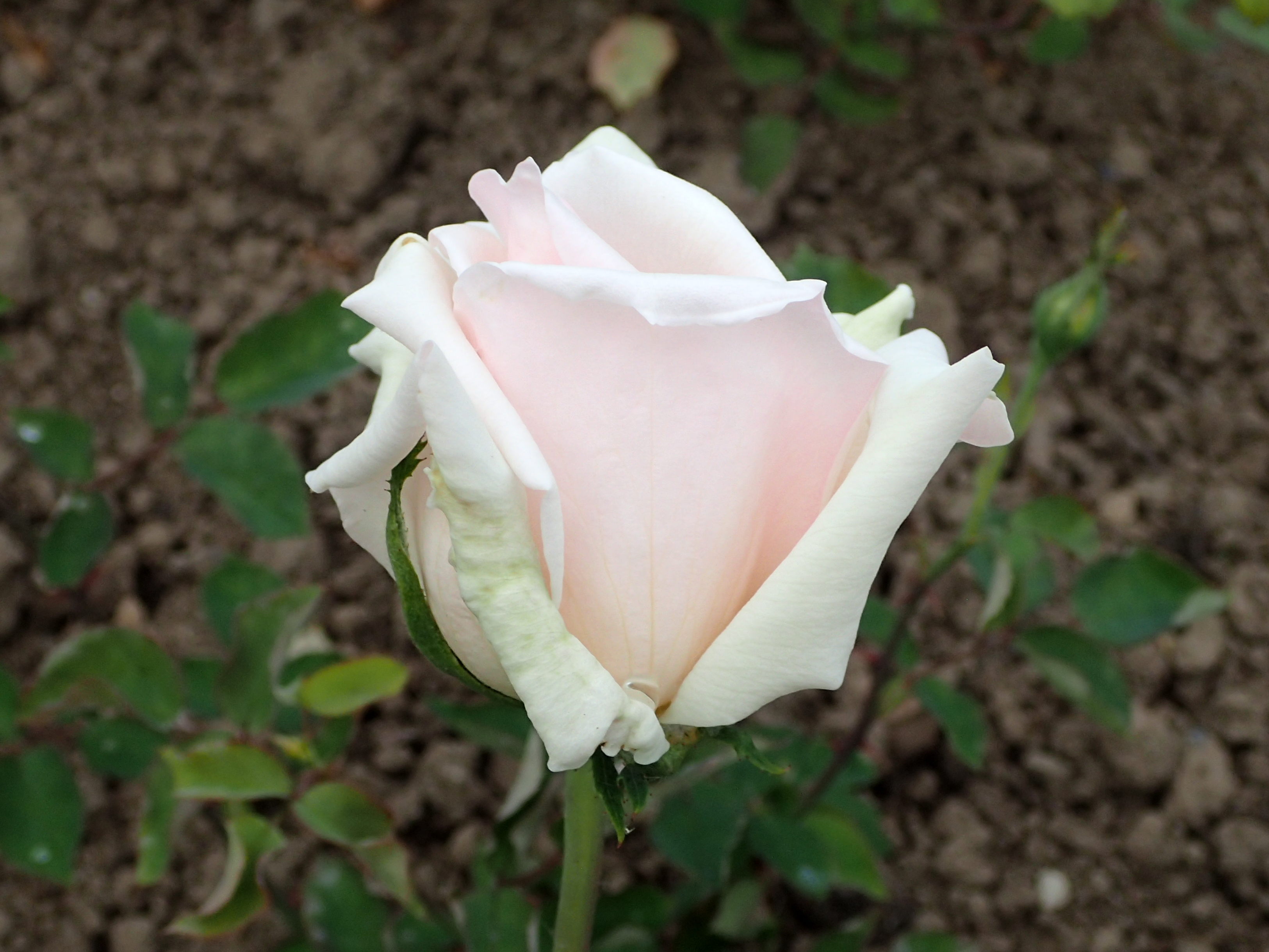
'Vicomte Maurice de Mellon' (1921)
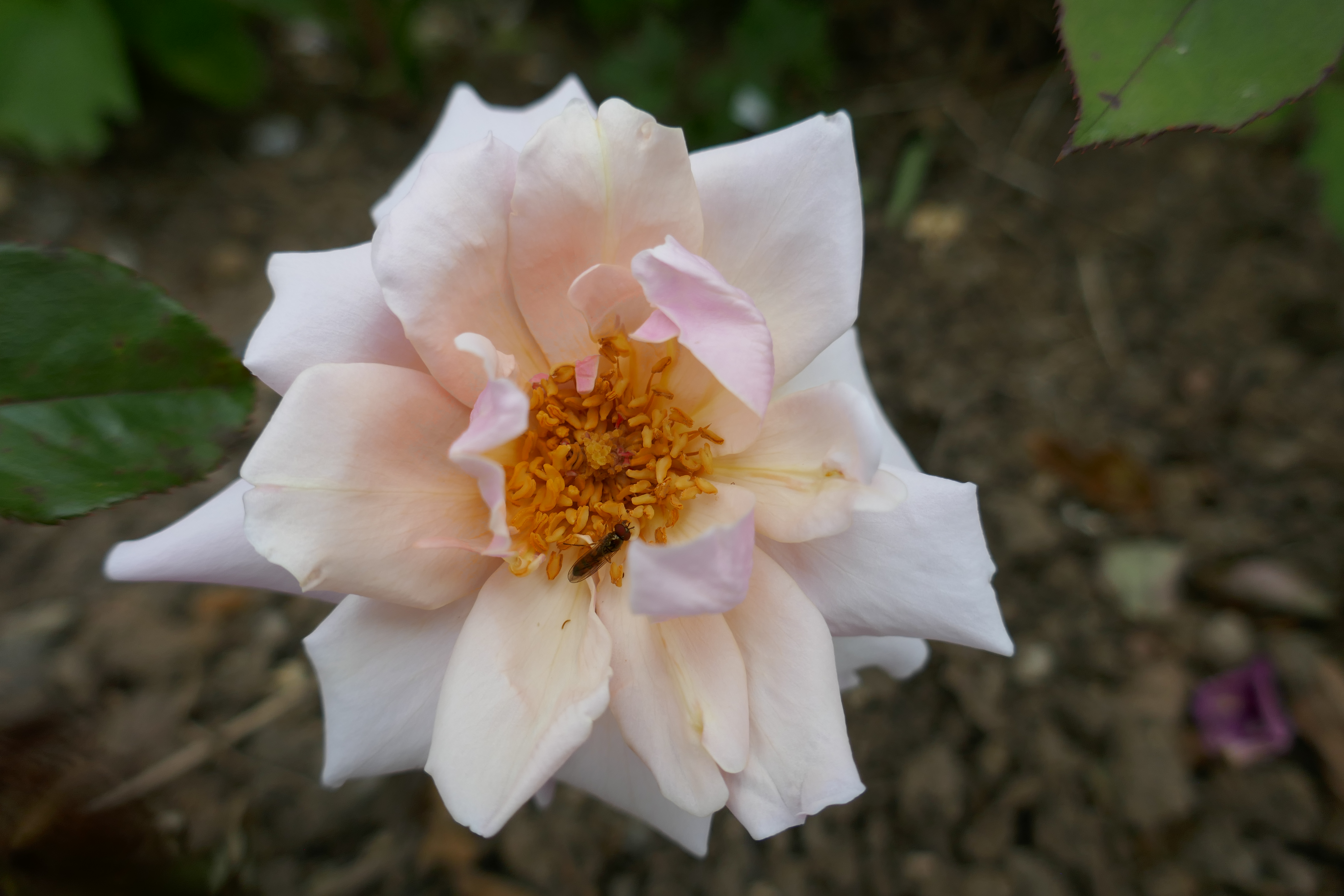
'Reverie' (1925)
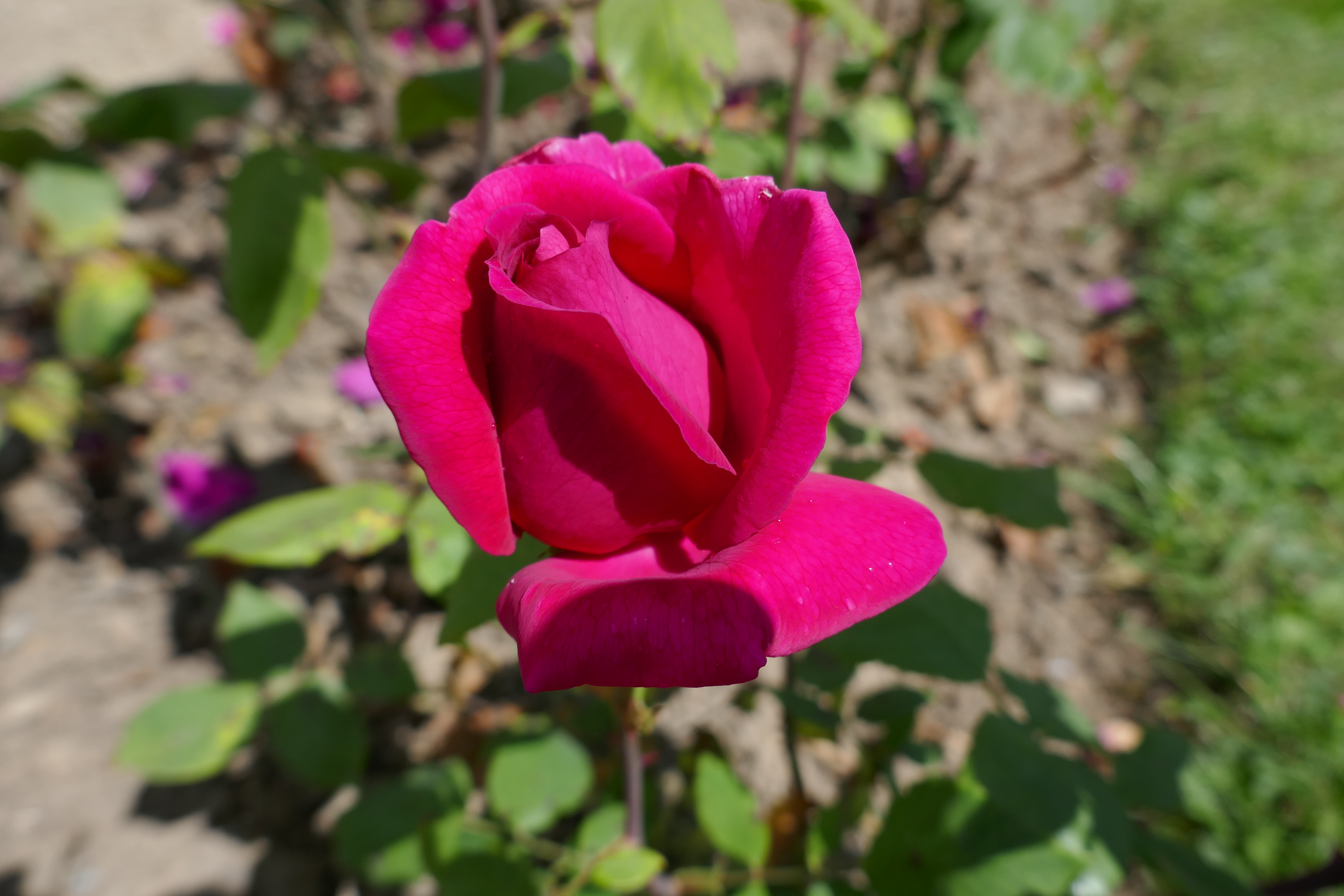
'Madame Georges Petit' (1928)
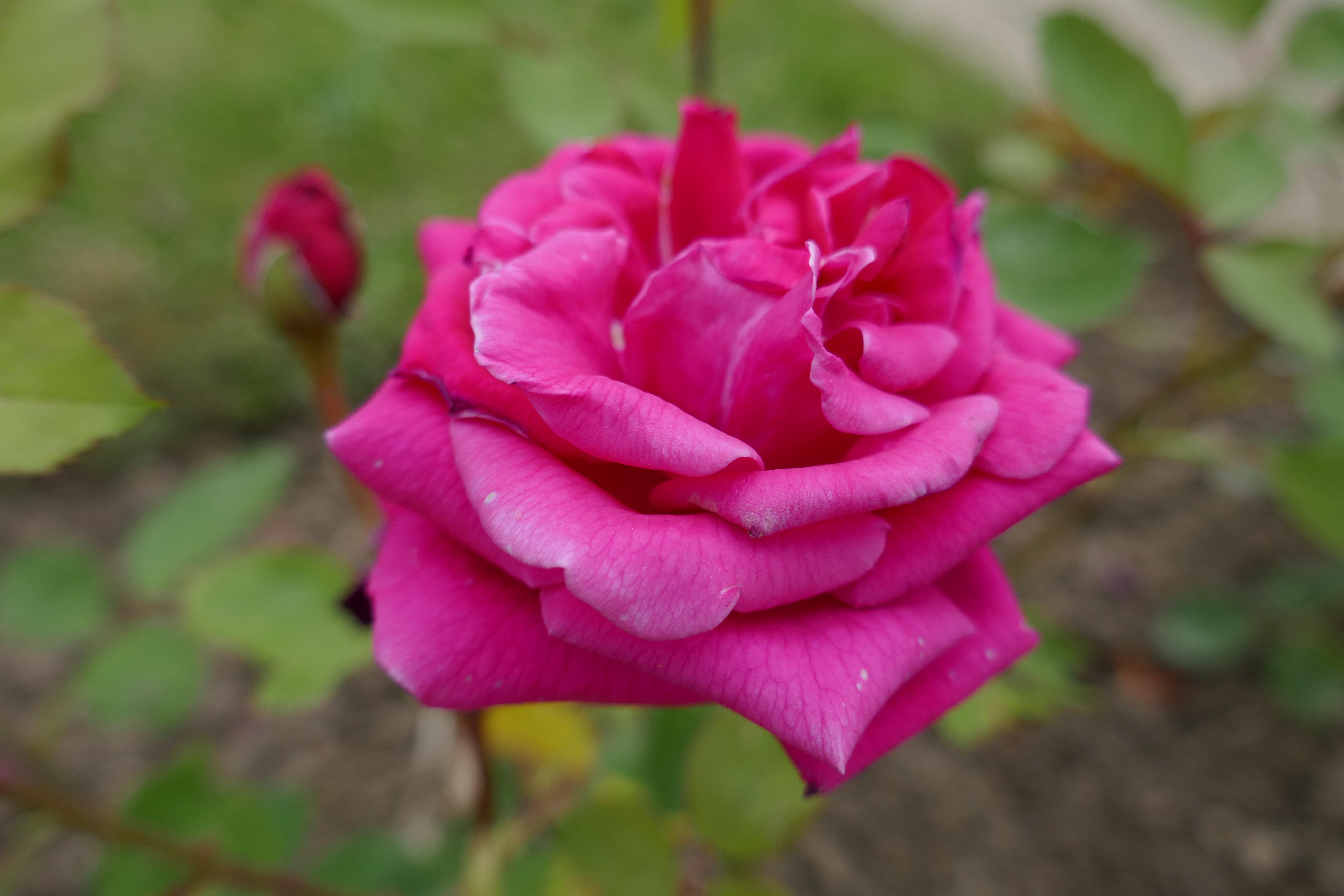
'Souvenir de Pierre Ketten' (1928)
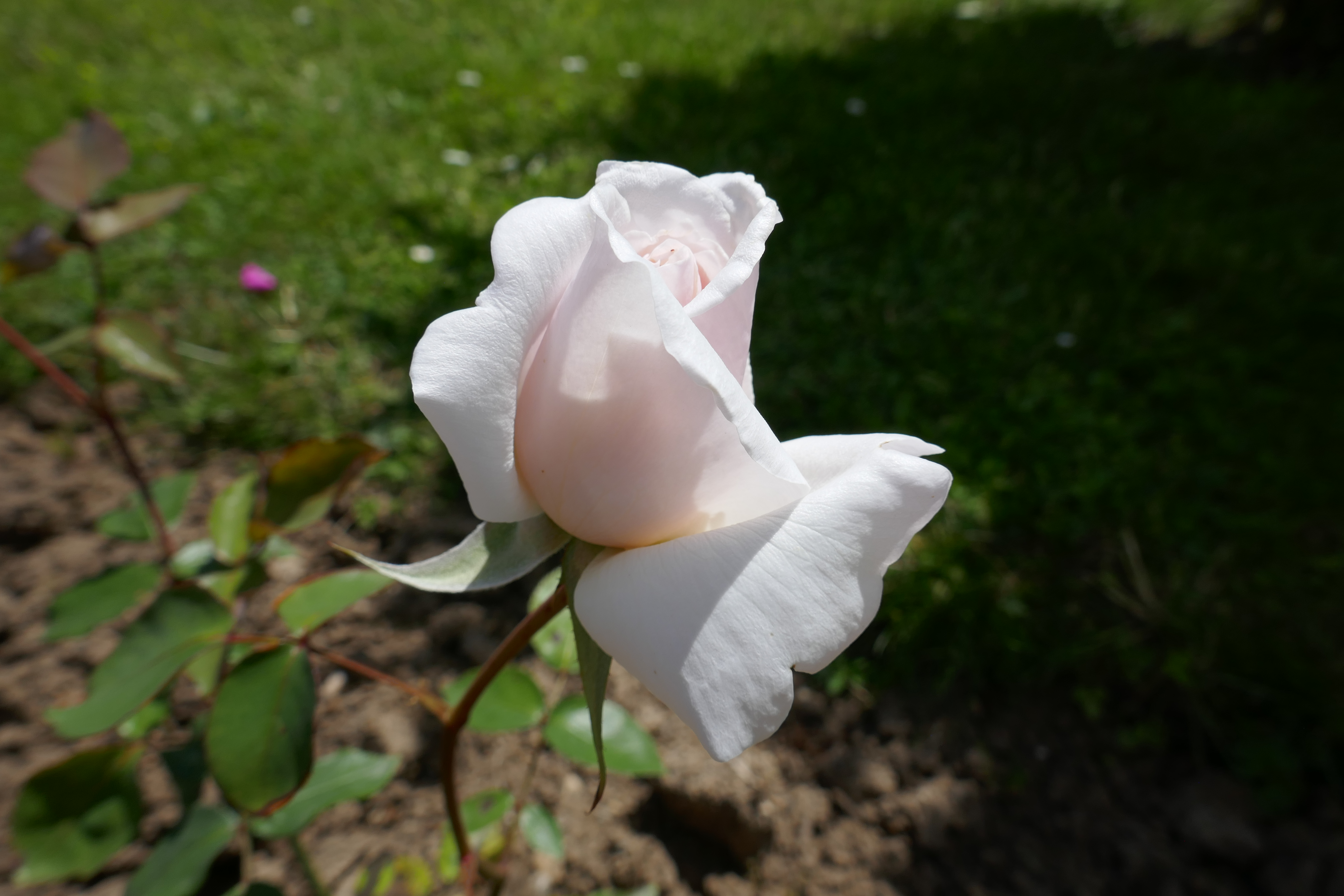
'Madame Charles Haas' (1930)
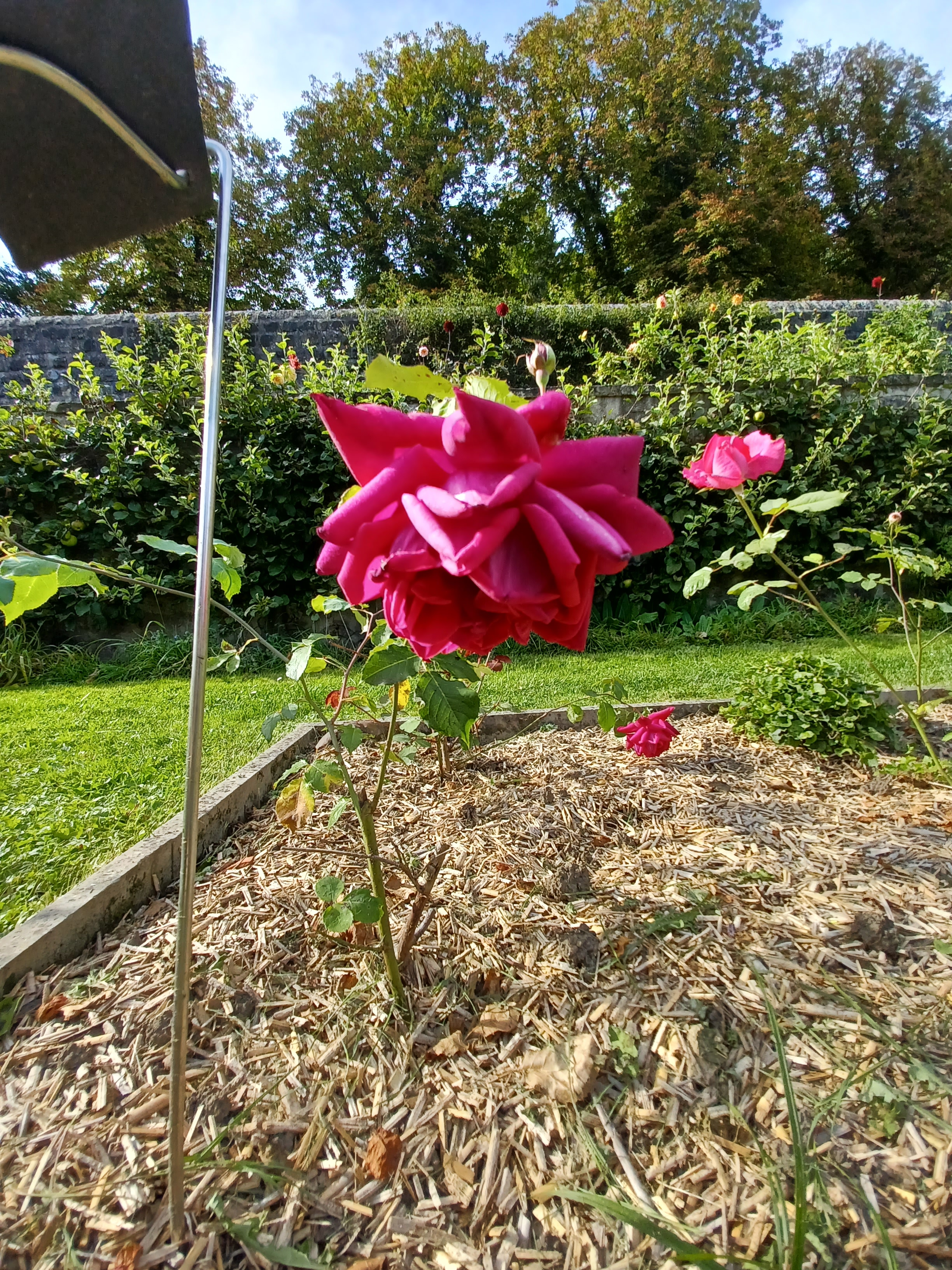
'Prince Félix de Luxembourg' (1930)
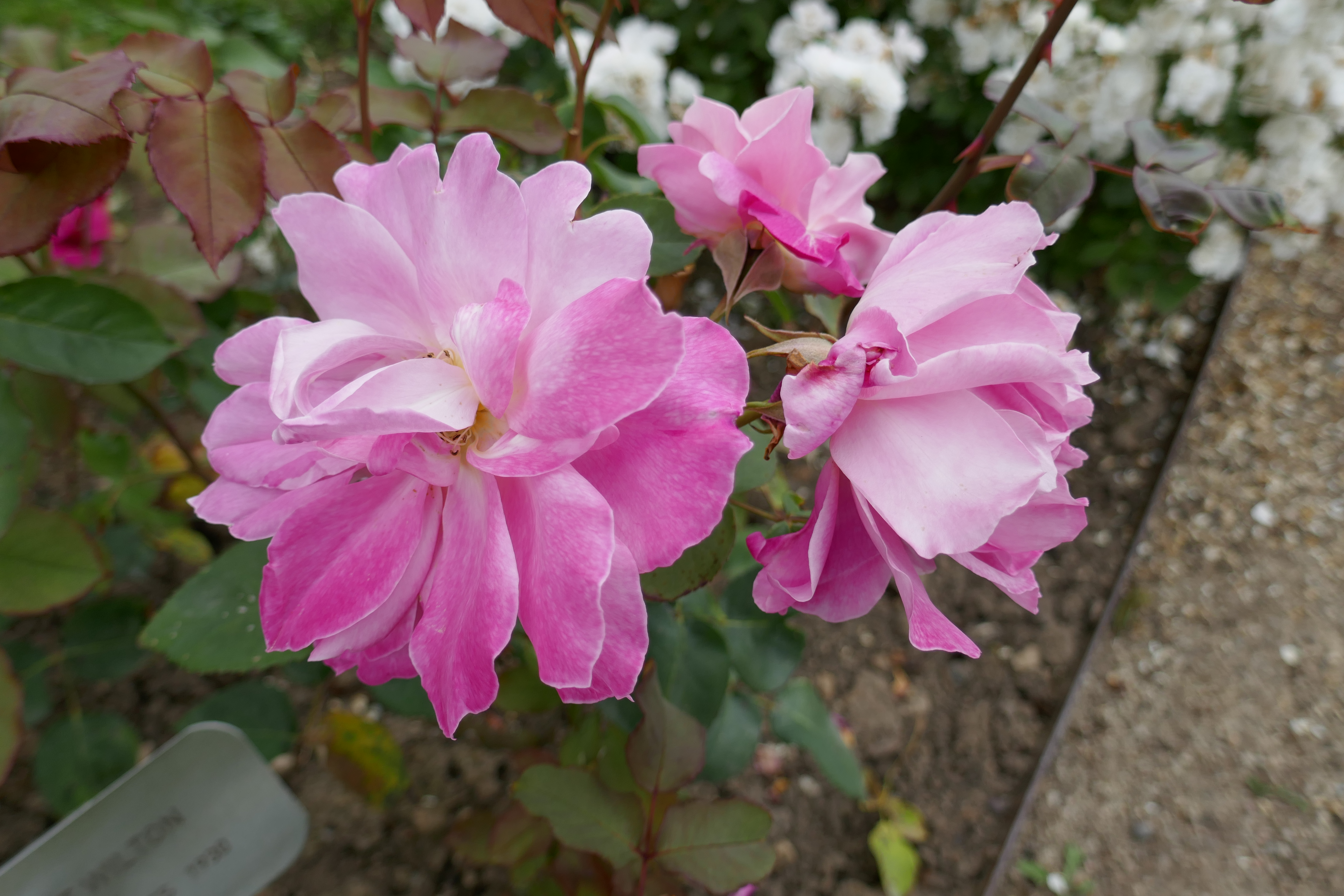
'Violet Wilton' (1930)
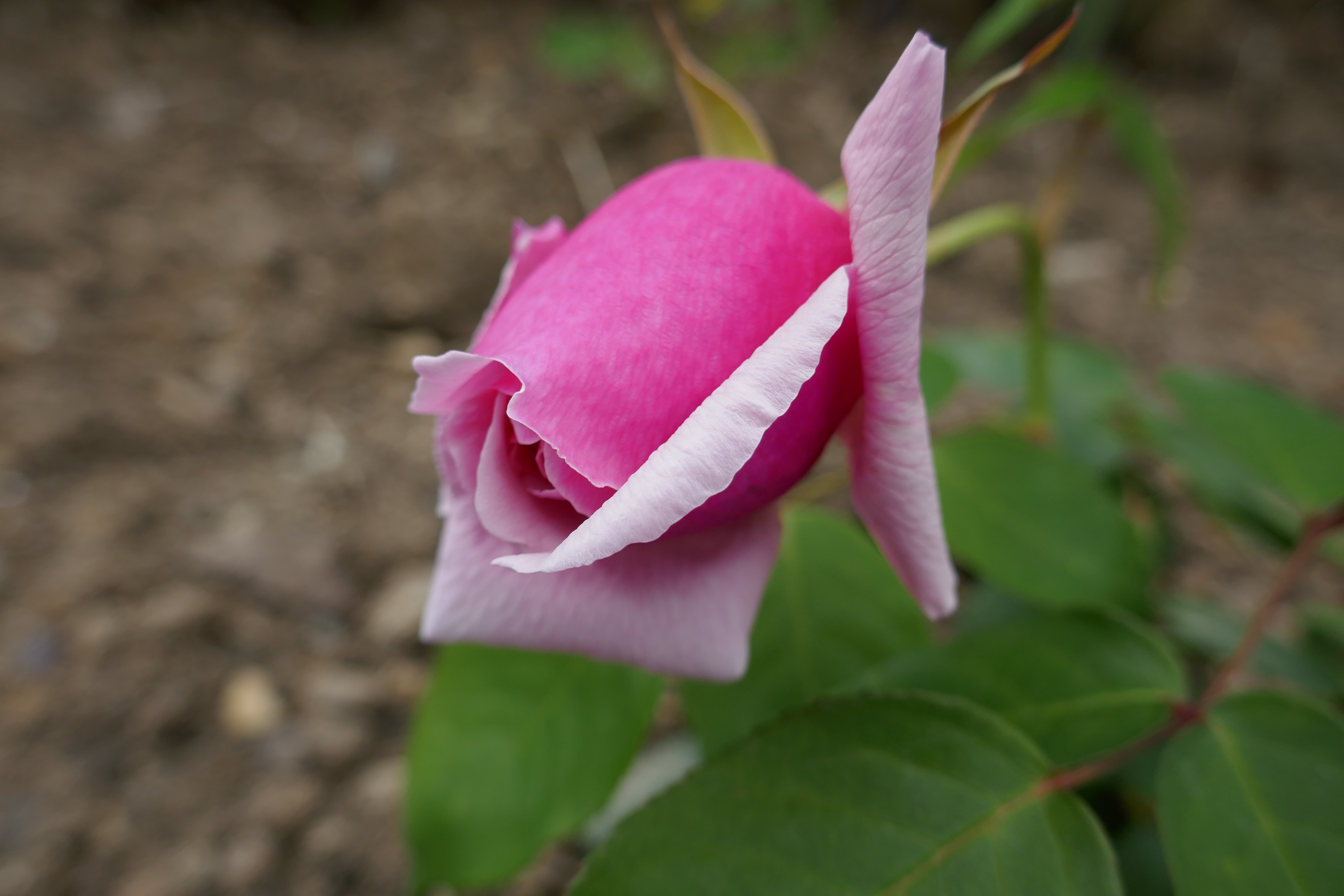
'Madame Jean Raty' (1932)
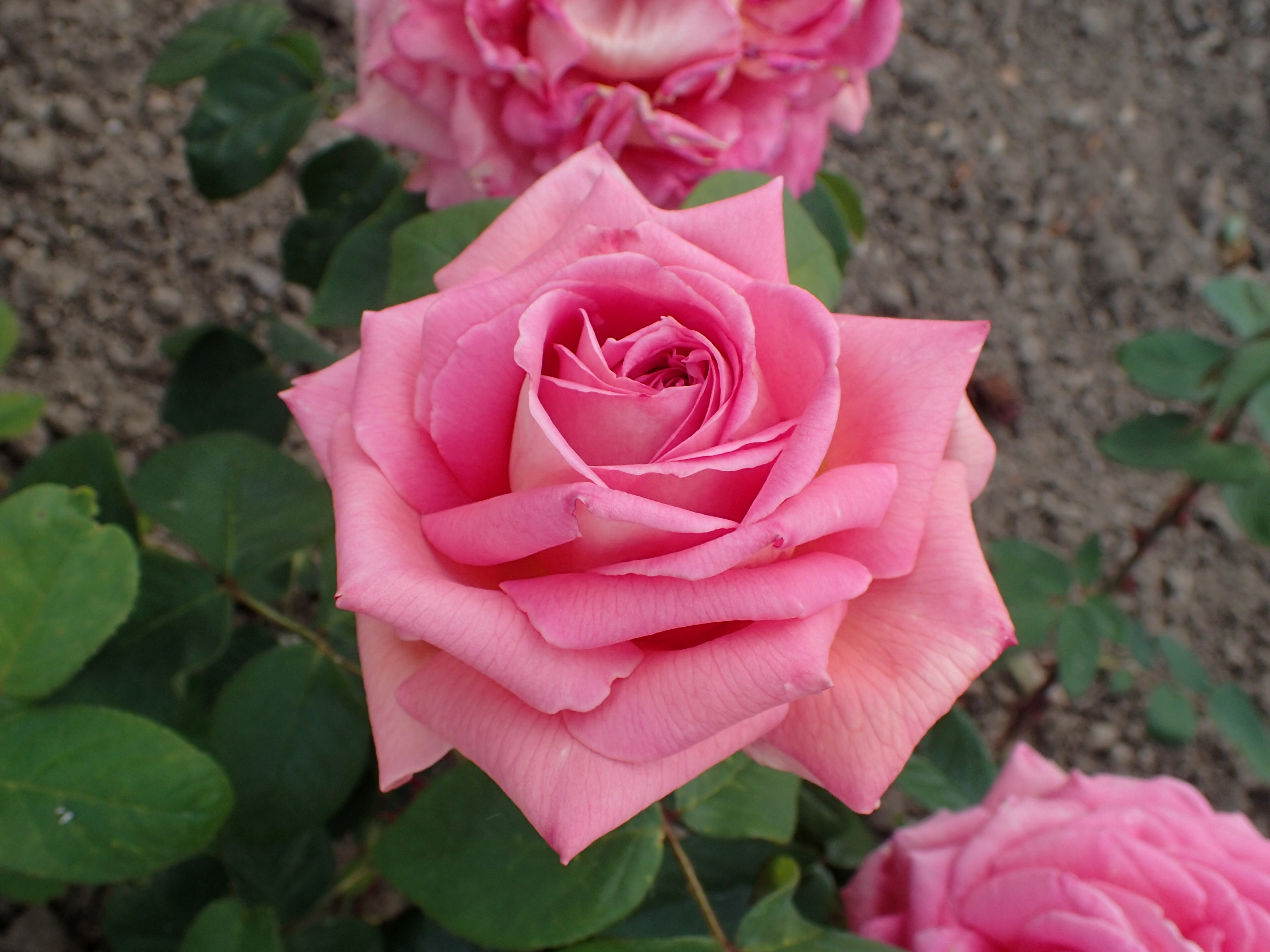
'Vianden' (1932)
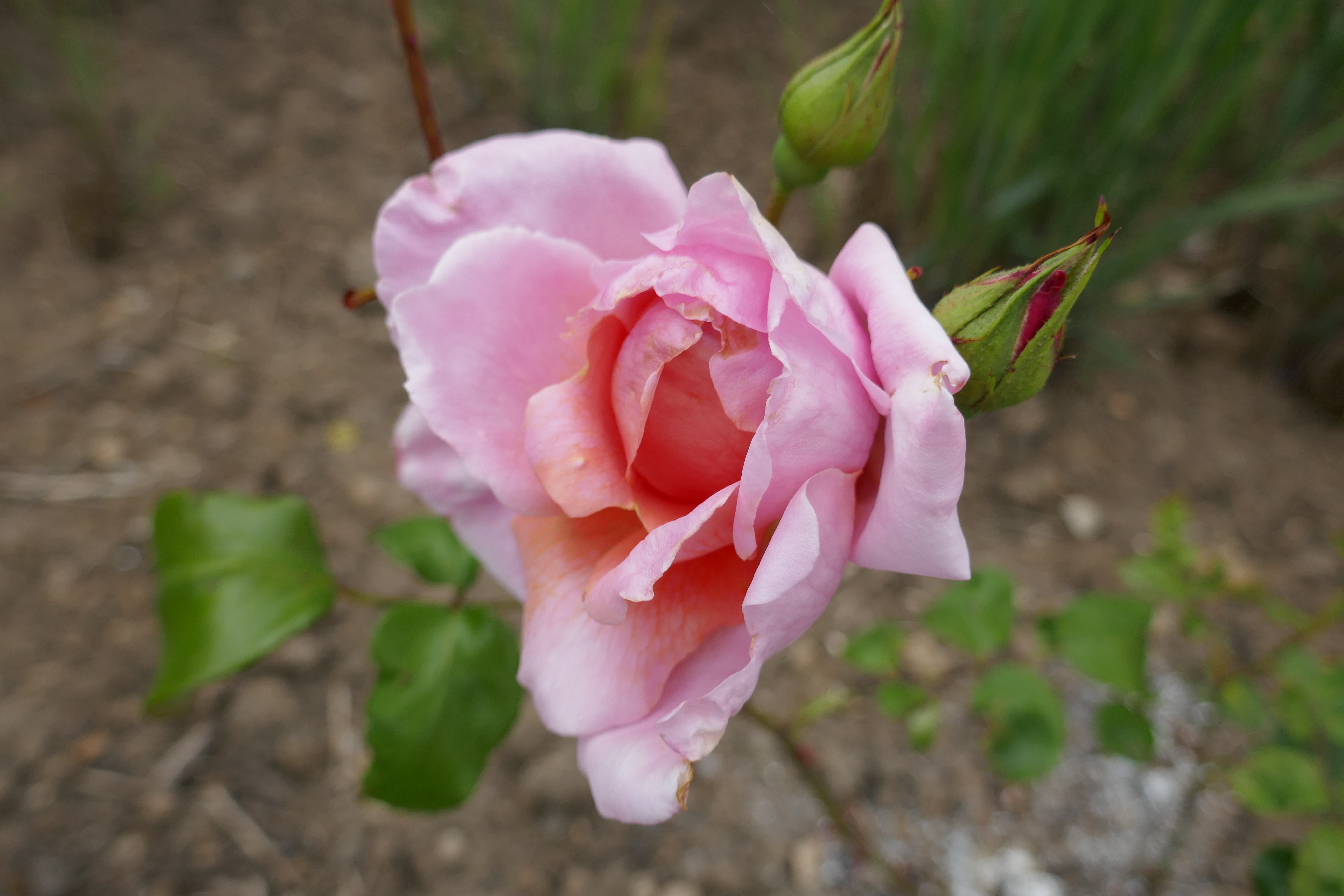
'Yvonne d'Huart' (1932)
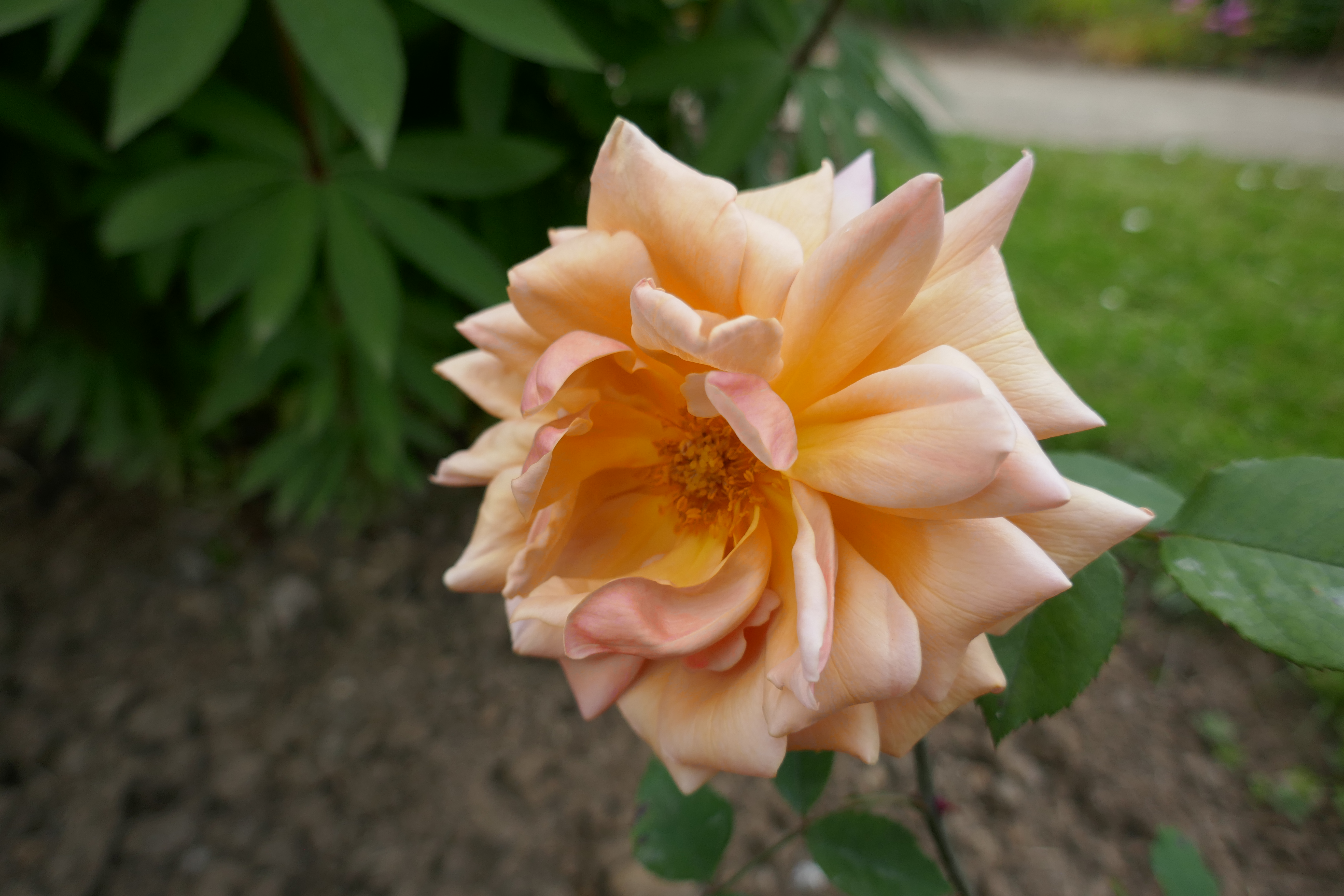
'Cocarde Jaune' (1933)
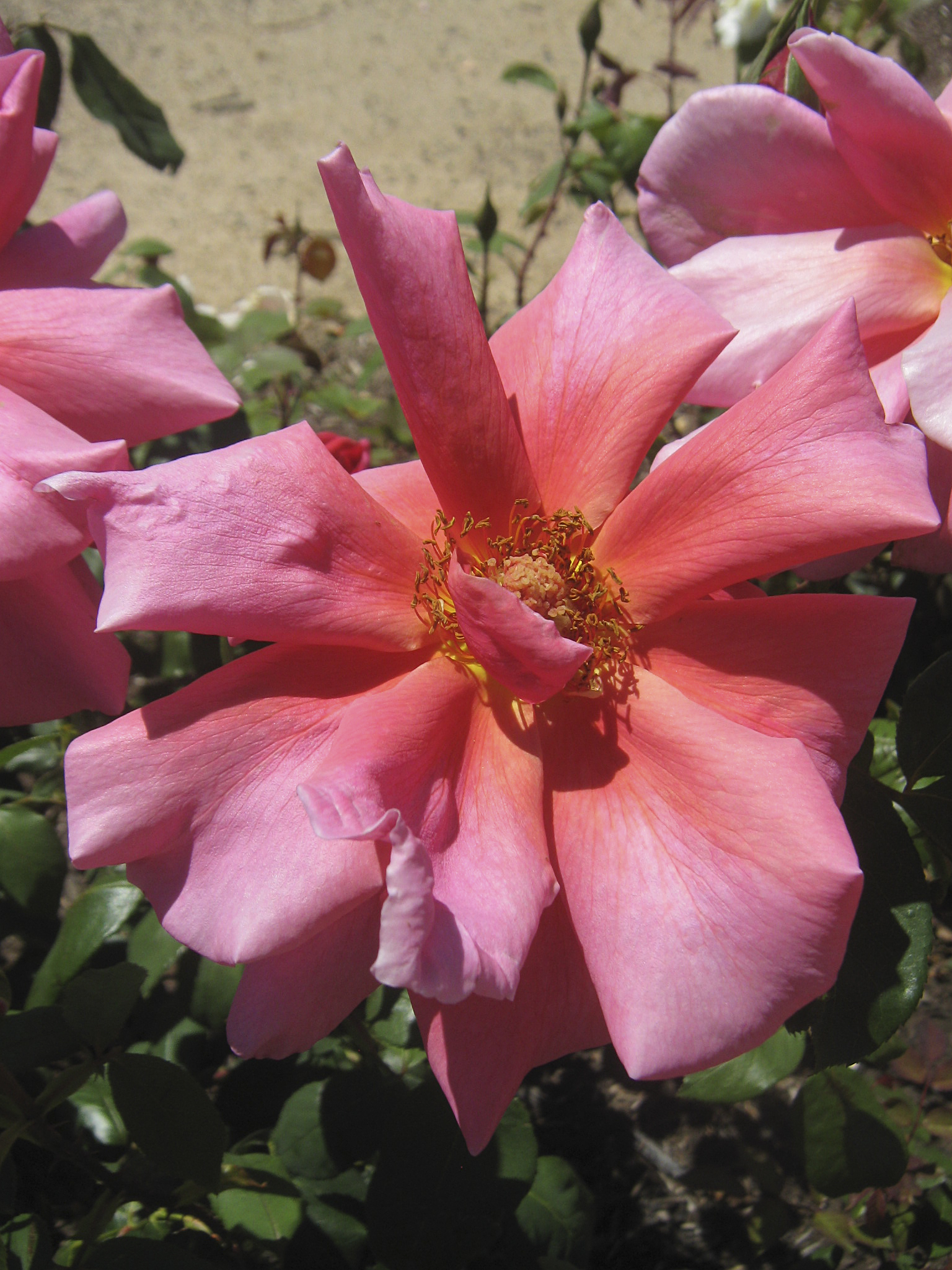
'Grande Duchesse Charlotte' (1942)